# اوشچیه گورلیتسکیه
اوشچیه گورلیتسکیه (به لهستانی:  Uście Gorlickie) یک روستا در لهستان است که در گمینا اوشچیه گورلیتسکیه واقع شده‌است. اوشچیه گورلیتسکیه ۱٬۱۰۰ نفر جمعیت دارد.